# Diogo Morgado
Diogo Miguel Morgado Soares (Lisbona, 17 gennaio 1981) è un attore portoghese.
È conosciuto per l'interpretazione del ruolo di Gesù nella serie televisiva La Bibbia.

## Biografia
Nato nella freguesia di Campo Grande, un quartiere di Lisbona, ha cominciato la carriera nello spettacolo come modello, prima di dedicarsi a quella di attore in telenovelas e serie TV portoghesi. Nel 2000 fa il suo esordio sul grande schermo. Prende parte a diversi film di produzione brasiliana, statunitense e spagnola oltre che portoghese. Nel 2010-2011 inizia il suo successo con Legami per poi salire alla ribalta nel 2013-2014 grazie alla sua interpretazione della serie TV La Bibbia e del film Son of God di Christopher Spencer. Attivo anche in teatro, nel 2013 prende parte al film Red Butterfly di Jon Alston.

## Filmografia

### Cinema
- A Selva, regia di Leonel Vieira (2000)
- O Crime do Padre Amaro, regia di Carlos Coelho da Silva (2005)
- A Escritoria Italiana, regia di André Badalo (2007)
- Dos rivales casi iguales, regia di Miguel Ángel Calvo Buttini (2007)
- Mami Blue, regia di Miguel Ángel Calvo Buttini (2010)
- A Teia de Gelo, regia di Nicolau Breyner (2012)
- Son of God, regia di Christopher Spencer (2014)
- Red Butterfly, regia di Jon Alston (2014)
- Born to Race: Fast Track, regia di Alex Ranarivelo
- Il sacro male (The Unholy), regia di Evan Spiliotopoulos (2021)

### Televisione
(filmografia parziale)
- Terra Mãe (1998)
- A Lenda da Garça (1999-2000)
- Ajuste de Contas (2000-2001)
- Tudo por amor (2002-2003)
- Maré Alta (2004-2005)
- Floribella (2006-2008)
- Aqui Não Há Quem Viva (2006-2008)
- Vingança (2007-2008)
- Star-Crossed, serie TV (2009) pg. Hugo Pereira
- Lua Vermelha (2010)
- Legàmi (Laços de sangue) – telenovela, 322 episodi (2010-2011)
- Sol de Inverno (2013)
- Revenge (serie televisiva), serie TV [S03E01] (2013)
- La Bibbia (The Bible) (2013-2014)
- The Messengers, serie TV (2015)
- Innamorarsi a Valentine (2016)
- CSI: Cyber, Tv series, 2 episodi (2015-2016)